# 選択的摂食障害
選択的摂食障害（せんたくてきせっしよくしょうがい、英: Selective eating disorder、略称: SED）または回避・制限性食物摂取症（かいひ・せいげんせいしょくもつせっしゅしょう、英: Avoidant/Restrictive Food Intake Disorder、略称: ARFID）とは、目の前にある食べ物に興味を示すものの食への嫌悪感があり、食べることができない、飲み込まず、チューイングをする症状がある摂食障害の一種。
自分の体に対する歪んだイメージ（神経性食思不振症にみられる特徴）や自分の体型に対して異常なこだわり（神経性大食症にみられる特徴）が認められる場合は、この病気と診断されない。

## 診断基準
医師は、食べものを避けたり、非常に小食であったりする人で、以下の条件が1つでも当てはまる場合に回避・制限性食物摂取症を疑う。
- 顕著な体重減少がみられる、あるいは、小児の場合は予想される発育が見られない
- 重度の栄養不良がある
- 経管栄養またはサプリメントの服用を必要としている
- 自分の体に対するイメージに歪みがあることを示す証拠が認められない

## 原因
幼児、年少の子どもの場合には、ネグレクトを受けていたり、ストレスの多い生活環境に置かれていたりする心理社会的問題、親子関係の問題が発症の環境要因となりえる。養育者が変更されると、直ぐに通常の食事を摂取できる場合は親から虐待を受けたなど、親子関係に問題がある可能性が高いので、保護者の心理状態も確認し、問題がある場合、そちらも改善する必要がある。
その他自閉症スペクトラム障害、ADHDといった発達障害は選択的摂食障害のリスクを高めることがある｡

## 症状
回避・制限性食物摂取症の人は、食事量が極端に少なかったり、特定の食べものの摂取を避けたりする｡
食事量があまりに少ないため体重が大幅に減ることがあるが、脂質、糖質過多になるなど、栄養が偏るため肥満することも多い。

## 治療
この障害の治療として親が子供の食行動を理解するための教育がある。
また、周囲の人は、食べないことを責めるのではなく、食べたときは、褒めるような対応をする。